# Маруяма, Пол
Пол Куниаки Маруяма (англ. Paul Kuniaki Maruyama; род. 27 октября 1941, Токио) — американский дзюдоист, чемпион (1966, 1970, 1975), серебряный (1965, 1966) и бронзовый (1964, 1969, 1972, 1974) призёр чемпионатов США, чемпион (1971) и серебряный призёр (1976) чемпионатов мира среди военнослужащих, серебряный призёр Панамериканского чемпионата 1970 года, серебряный призёр Панамериканских игр 1963 года, участник летних Олимпийских игр 1964 года в Токио. Выступал в лёгкой (до 68 кг), полусредней (до 70 кг) и средней (до 80 кг)  весовых категориях.

## Биография
На Олимпиаде Маруяма выступал в категории до 68 кг. На групповой стадии он последовательно победил австрийца Карла Райзингера, представителя ФРГ Матиаса Шиследера и вышел в следующий круг соревнований. В четвертьфинале он чисто проиграл японцу Такэхидэ Накатани и выбыл из борьбы, заняв в итоговом протоколе 5-е место.
Маруяма был офицером ВВС США. Вышел отставку в звании полковника. После ухода из большого спорта был тренером олимпийской сборной страны, готовил команду к летним Олимпийским играм 1980 года в Москве и 1984 года в Лос-Анджелесе. Был преподавателем Академии ВВС США, где преподавал боевые искусства и японский язык. Затем преподавал японский язык и исследования по Азии в Колорадском колледже.
Маруяма был одним из соучредителей и президентом японо-американского общества южного Колорадо, основателем фонда Джона Уитфилда, который занимается вопросами культурного обмена Японии и США. Он является одним из менее чем 40 американцев, удостоенных японского ордена Восходящего солнца.